# 오스트빈트
4호 대공전차 "오스트빈트"(Ostwind)는 4호 전차에 기반을 둔 자주 대공포이다. 이것은 이전의 자주 대공포 비르벨빈트의 후기작으로 1944년에 개발됐다.
4호 전차의 포탑이 제거되고 37mm Flak 43이 장착된 오픈 탑, 육각형의 포탑으로 대체되었다. 게다가 오스트빈트의 원래 역할인 대공무기로서의 능력에 더해서, 이것이 장비하고 있는 속사포는 경차량과 작은 요새에 대해 효과가 좋았다. 클로즈 탑 설계가 더 좋았지만, 포에서 발생되는 심각한 연기 때문에 이것은 불가능했다. 전차의 생산은 뒤스부르크에 있는 도이체 아이젠베르케(Deutsche Eisenwerke)가 담당했다.
비르벨빈트를 뛰어넘는 오스트빈트의 주된 개선점은 향상된 사정거리이다. 또한 이것은 두 번째 MG34뿐만 아니라, 조금 더 좋아진 포탑 장갑을 가지고 있었다.
대략 45대의 오스트빈트가 제작되었다.